# Abiego
Abiego est une commune de la province de Huesca dans la communauté autonome de l'Aragon en Espagne. Elle est située dans la comarque de Somontano de Barbastro.
La commune fait partie de la zone linguistique aragonaise.

## Administration
La maire de la commune est María Purificación Conte Albás, du PSOE.

## Sites et patrimoine
Les édifices et sites notables de la commune sont :
- Église paroissiale dédiée à Santa María la Mayor, du XVIe siècle de style gothique rural tardif aragonais ;
- Chapelle Santo Domingo de Silos ;
- Chapelle San Sebastián ;
- Couvent de San Joaquín du XVIIIe siècle.